# Markus Tröger
Markus Tröger (* 16. April 1966 in Nürnberg) ist ein ehemaliger deutscher Eisschnellläufer. 

## Karriere
Markus Tröger wurde 1984 Deutscher Mehrkampf-Juniorenmeister. Im weiteren Verlauf seiner Karriere konnte er 7 weitere Deutsche Meistertitel im Seniorenbereich gewinnen. Im Februar 1986 ging Tröger erstmals im Eisschnelllauf-Weltcup an den Start und nahm fortan auch an den Eisschnelllauf-Mehrkampfweltmeisterschaften 1991 und 1992 an den Start. Darüber hinaus startet er bei den Olympischen Winterspielen 1992 in Albertville über 1500, 5000 und 10.000 Meter.
1993 beendete Tröger seine aktive Karriere und trainierte von April 1998 bis Mai 2006 die Juniorennationalmannschaft im Shorttrack. Anschließend war er bis 2008 deutscher Bundestrainer im Eisschnelllauf. Seit 2015 ist Tröger Sportdirektor des Deutschen Curling-Verbands.